# Станка Шопова
Станка Димитрова Шопова с моминска фамилия Вангелова е български политик от БКП.

## Биография
Родена е на 16 август 1954 г. в Бургас, но израснала в Сливен. Член на БКП от 1974 г. Завършва специалност български език и литература в Софийския университет. От 1976 г. е секретар на Университетския комитет на Комсомола. От 1977 до 1981 г. е секретар на ЦК на ДКМС, а от 24 декември 1981 до 24 март 1986 г. е първи секретар на ЦК на ДКМС. От 1981 до 1986 г. е кандидат-член на ЦК на БКП, а от 1986 до 1990 г. и член на ЦК на БКП. В периода 17 юни 1981 – 18 юни 1986 г. е член на Държавния съвет на Народна република България. От 1986 г. е секретар на Градския комитет на БКП в София. От 4 юли 1989 г. е завеждащ-отдел в ЦК на БКП. След 1990 г. се занимава с частен бизнес, както и с подобряване на отношенията между България и страните от бившия Съветския съюз. Заместник-председател на Българския антифашистки съюз. Активен участник в пропагандните мероприятия на посолството на Русия, свързани с подкопаването на членството на България в ЕС и НАТО.